# Курциус, Георг
Георг Курциус (нем. Georg Curtius; 16 апреля 1820, Любек — 12 августа 1885, Хиршберг, Германия) — немецкий филолог, двоюродный дед Эрнста Роберта Курциуса.

## Биография
Был профессором в Праге, Киле и Лейпциге; стремился применить данные сравнительного языковедения к классической филологии.

## Сочинения
- «Die Sprachvergleichung in ihrem Verhältniss zur klassischen Philologie» (нов. изд., Б., 1848);
- «Sprachvergleichende Beiträge zur griechischen und lateinischen Grammatik» (I, Б., 1846);
- «Grundzüge der griechischen Etymologie» (5 изд Лейпциг, 1879) — интересный труд, в котором он решал задачу нахождения строгой научной основы для греческой лексикографии;
- «Das Verbum der griechischen Sprache» (2 изд., I—II Б., 1877—1880).

В 1869 году в журнале А. А. Хованского «Филологические записки» были опубликованы труды Курциуса «Язык, языки и народы» в переводе Н. И. Кареева и «Состояние и задачи греческой этимологии» в переводе М. Х. Григоревского.
Последнее его сочинение: «Zur Kritik der neuesten Sprachforschung» (Лейпциг, 1885) обращается против воззрений и стремлений младшего поколения индогерманистов (младограмматиков), которые, часто исходя от взглядов Курциуса, зашли гораздо дальше его и, по его мнению, ошибались.
После его смерти Э. Виндиш опубликовал: «Kleine Schriften von Georg Curtius» (Лейпциг, 1886—1887).